# Слупиця
Слупиця (пол. Słupica) — село в Польщі, у гміні Єдльня-Летнісько Радомського повіту Мазовецького воєводства.
Населення — 472 особи (2011).

## Демографія
Демографічна структура станом на 31 березня 2011 року:
|          | Загалом | Допрацездатний вік | Працездатний вік | Постпрацездатний вік |
| -------- | ------- | ------------------ | ---------------- | -------------------- |
| Чоловіки | 253     | 54                 | 169              | 30                   |
| Жінки    | 219     | 31                 | 132              | 56                   |
| Разом    | 472     | 85                 | 301              | 86                   |